# Medophron abruptus
Medophron abruptus là một loài tò vò trong họ Ichneumonidae.